# Carmelo Urbano
Carmelo Urbano Fontiveros (Coín, provincia de Málaga, 3 de febrero de 1997) es un ciclista español

## Trayectoria
Destacó como amateur ganando el campeonato de España sub-23, la Vuelta al Bidasoa, así como sendas etapas en la Vuelta a Navarra y la Vuelta a Cantabria. Estos resultados le llevaron al profesionalismo de la mano del conjunto Profesional Continental Caja Rural-Seguros RGA.
Tras dos años en el profesionalismo, en 2022 regresó al campo amateur para competir con el Súper Froiz.

## Palmarés
- Todavía no ha conseguido ninguna victoria como profesional.